# 杨喜
杨喜（？—？），西汉军事人物，垓下之战中與王翳、楊武、呂勝、呂馬童等人將項羽分屍。以奪得屍塊之功勞，封赤泉侯，食邑一千九百户，諡號莊，後因避諱劉莊而改為嚴。

## 生平
汉王二年，杨喜在杜县以郎中騎身份加入汉军，起初隶属韩信，之后归属于灌嬰。

### 垓下之战
杨喜跟隨灌婴部隊追殺项羽，項羽败退至乌江，杨喜追击，过程中，项羽怒目大喝，杨喜人马俱惊，项羽看见漢騎兵司馬吕马童，说：“这不是我的老朋友麼？”吕马童看了項羽，指着項羽，向王翳说：“这就是项羽。”項羽對呂馬童說：「聽說漢王劉邦用千金的價格、萬戶侯的地位懸賞我的人頭，我就做個人情給你罷！」於是項羽自剄而死。
項羽一死，漢軍將士爭奪項羽的屍體互相杀戮的有数十人，最後王翳爭得項羽的頭，呂馬童與郎中騎將楊喜、郎中呂勝、楊武各自得到項羽的肢體，因此劉邦把原定封地分成五份，封呂馬童為「中水侯」，王翳為「杜衍侯」，楊喜為「赤泉侯」，楊武為「吳房侯」，呂勝為「涅陽侯」。

## 后代
- 子杨敷、孫杨毋害，毋害因過失而失去爵位。
- 《后汉书》稱楊震八世祖为杨喜，高祖杨敞[7]。然而《史记》、《汉书》并未提及杨喜和杨敞的关系。
- 其后为弘农杨氏